# 城山大橋
城山大橋（韩语：／ Seongsan Daegyo）是一条横跨汉江的桥梁，位于韓國首爾市。桥梁两端连接麻浦區和永登浦區，于1980年通车。